# Прямой доступ к рынку
Прямой доступ к рынку (англ. Direct market access [DMA]) — термин, используемый на финансовых рынках для обозначения инфраструктуры электронной торговли, которая позволяет инвесторам напрямую работать с таблицей заявок биржи.
Как правило, размещение заявок на бирже разрешено только брокерам-дилерам и маркет-мейкерам, которые являются членами данной биржи. С помощью DMA инвестиционные компании (известные как «buy side») и другие частные инвесторы получают возможность использовать инфраструктуру брокеров (для их обозначения используется термин «sell side») и работать со своими заявками напрямую, не прибегая к помощи трейдеров брокера. Брокер в этом случае по электронным сетям получает заявку от клиента и после автоматической проверки ордера размещает заявку клиента на бирже без какого либо участия человека. При этом брокер пользуется своим биржевым идентификатором, но заявка все равно считается заявкой клиента.
Самый крайний случай прямого доступа к рынку носит название «спонсированный доступ» (англ. «sponsored DMA») или «голый доступ» (англ. «naked DMA»), при котором клиент брокера использует свою собственную инфраструктуру для подключения к бирже, «арендуя» у брокера его биржевой идентификатор. В этом случае заявки клиента вообще не проходят через инфраструктуру брокера, и брокер узнает о них только, когда они оказываются уже на бирже. Это лишает брокера возможности контролировать риски, связанные с ошибочными или неправомерными заявками, которые может разместить клиент. В связи с этим «спонсированный доступ» во многих странах жёстко регулируется или с недавнего времени вообще запрещен.